# Erna Flegel
Erna Flegel (Kiel, 11 de julho de 1911 – Mölln, 16 de fevereiro de 2006) foi uma enfermeira alemã. Amiga de Magda Goebbels, esposa do ministro nazista Joseph Goebbels, Flegel cuidou dos filhos do casal durante sua estadia no Führerbunker em abril de 1945.